# Дом Егенберг
Егенберг (на немски: Eggenberg) е висш австрийски аристократичен род в Грац, Щирия до 1717 г.
Фамилията цу Екхенберг произлиза от Бад Радкерсбург при Грац, където стават богати чрез търговия с вино. По време на Контрареформацията те подкрепят Хабсбургите, получават благороднически статут, чрез даване на кредити печелят доверието на император Фридрих III от Хабсбург, стават имперски графове и херцози на Крумау в Южна Бохемия.
Първият споменат в документ е Улрих Егенберг, († 1448), търговец в Радкерсбург, който е споменат 1432 г. като градски съдия на Грац. Неговите синове Ханс и Балтазар († 1536) разделят фамилията на две линии, Ханс основава линията Радкерсбурги (по-късно Еренхаузи) и Балтазар Грацката главна линия на Екенбергите.

## Значими Егенберги
- Христоф фон Егенберг († 1553)
- Ханс Христоф фон Егенберг († 1581)
- Бартоломей фон Егенберг († 1583)
- фрайхер Рупрехт фон Егенберг († 1611), австрийски генерал във войната против Османската империя
- Волф фон Егенберг († 1615), главен генерал
- Йохан Антон I фон Егенберг (* 1610, † 1649), 2. имперски княз на Егенберг и 2. херцог на Крумау в Южна Бохемия (1634 – 1649)
- Йохан Христиан фон Егенберг (1680)
- княгиня Мария Шарлота фон Егенберг († 1755)

## Князе на Егенберг
- Ханс Улрих фон Егенберг (* 1568, † 1634) 1598 имперски фрайхер, 1623 1. имперски княз на Егенберг, 1628 херцог на Крумау; син:
- Йохан Антон I фон Егенберг (* 1610, † 1649), 2. имперски княз на Егенберг и 2. херцог на Крумау (1634 – 1649), 1647 покняжен граф на Градиска; син:
- Йохан Христиан I фон Егенберг (* 1641, † 1710) 3. имперски княз на Егенберг, херцог на Крумау (1649 – 1710) ∞ принцеса Мария Ернестина цу Шварценберг.
- Йохан Сайфрид фон Егенберг (* 1704, † 1713), 4. имперски княз на Егенберг, херцог на Крумау и др. (1710 – 1713), ∞ 1.) 4/11 юли 1666 принцеса Мария Елеонора фон и цу Лихтенщайн (* 1647, † 1704); син:
- Йохан Антон II Йозеф (* 1669, † 1716), 5. имперски княз на Егенберг, херцог на Крумау и др. (1713 -1716); син:
- Йохан Христиан фон Егенберг (* 1704, † 1717), 6. имперски княз на Егенберг, херцог на Крумау и др. (1716 – 1717). С него се прекратява родът на князете от Егенберг по мъжка линия.